# 埼玉県立狭山緑陽高等学校

埼玉県立狭山緑陽高等学校（さいたまけんりつさやまりょくようこうとうがっこう）は 埼玉県狭山市広瀬東にある男女共学の高等学校。
昼夜開講制のパレットスクールとして、定時制でそれぞれI部、II部があり、共に総合学科を設置。通称は緑陽高、または緑陽。
県内の県立高校としては珍しく、50mプールが備え付けられているが、現在は使用されていない

## 設置学科
- 総合学科
  - 情報ビジネス系列
  - 健康福祉系列
  - 国際教養系列
  - 総合サイエンス系列

## 沿革
- 2006年1月-開校準備室を前身の埼玉県立狭山高等学校内に設置。校長が狭山新校開設準備委員会委員長に任命。（後の狭山緑陽高校初代校長）
- 2006年4月-狭山高校全日制募集停止
- 2007年7月-県議会において校名が決定される
- 2008年-生徒の募集開始。
- 2008年4月-埼玉県立狭山高等学校（全日制・定時制）、埼玉県立川越高等学校（定時制）、埼玉県立豊岡高等学校（定時制）と統合され、「埼玉県立狭山緑陽高等学校」として開校。（設置場所は狭山高校の跡地）
- 2008年9月-管理棟の改修工事が終了（2008年7月 - ）
- 2008年11月-総合学科実習棟が完成し落成式を挙行
- 2009年9月-特別教室棟の改修工事が終了（2009年7月 - ）
  - この改修をもって狭山高校時代から引き継がれた校舎は全て改修された。

## 授業時間
定時制高校ではあるが、今までの定時制高校とは異なる制度を採用している。
この事については、埼玉県立戸田翔陽高等学校と共通の事である。
- I部

10:00始業。5限と6限はII部と共通選択時間。この選択時間をいずれも履修すれば16:15に下校出来る
一般の全日制高校と同様の昼間の部といったもの。
なお、I部の生徒・教職員に給食はない。
- II部

17:05始業。5限と6限はI部とは共通選択時間である。その場合、14:35始業。
一般の定時制高校と同様、夜間の部となる。
なお、II部の生徒・教職員には給食がある。

## 部活動
- 運動部
  - 軟式野球部
  - 卓球部
  - バドミントン部
  - バスケットボール部
  - バレーボール部
  - 陸上競技部
  - サッカー部
  - ソフトテニス部
  - 弓道部
  - 柔道部
- 文化部
  - 吹奏楽部
  - 茶道部
  - 家庭部
  - 軽音楽部
  - コンピュータ部
  - ボランティア部
  - 漫画アニメ部
  - 美術部
  - 園芸部
  - ダンス部
  - 映画部

## 学校行事
- 遠足
- 修学旅行
- 緑陽祭 文化祭
- 緑陽祭 体育祭
- 球技大会
- ニューイヤー祭

## 交通
- 西武新宿線 狭山市駅より徒歩20分
- 西武バス狭山緑陽高校バス停下車
- 西武バス上広瀬郵便局前バス停下車